# 室屋奏乃
室屋奏乃（日语： Muroya Kanano，2004年8月29日—），日本女子羽毛球运动员。

## 簡歷
2022年10月，室屋奏乃代表日本队出战西班牙桑坦德举行的世界青年羽毛球錦標賽，在率先进行的团体赛中，随队赢得铜牌；而在个人方面，她与搭档木山琉圣以1比2（21-12、19-21、14-21）不敌赛会头号种子、印尼强档的梅丽莎·普斯皮塔·萨里／瑞秋·阿莱西娅·罗斯，再度赢得本届赛事的第二枚铜牌。

## 主要比賽成績
只列出曾進入準決賽的國際賽事成績：
| 年份   | 賽事                   | 公開賽級別 | 項目     | 拍檔     | 成績   |
| ------ | ---------------------- | ---------- | -------- | -------- | ------ |
| 2022年 | 世界青年羽毛球錦標賽   | 其他       | 混合團體 | -        | 季軍   |
| 2022年 | 世界青年羽毛球錦標賽   | 其他       | 女子雙打 | 木山琉圣 | 季軍   |
| 2023年 | 瑞典羽球公開賽         | 國際挑戰賽 | 女子雙打 | 杉山未來 | 亞軍   |
| 2023年 | 加拿大羽球國際賽       | 國際挑戰賽 | 女子雙打 | 杉山未來 | 準決賽 |
| 2025年 | 墨西哥羽毛球國際挑戰賽 | 國際挑戰賽 | 女子雙打 | 高橋奈那 | 準決賽 |

| 2018-2026年 | 總決賽 | 超級1000賽 | 超級750賽 | 超級500賽 | 超級300賽 | 超級100賽 | 國際挑戰賽 | 國際系列賽 | 未來系列賽 | 其他 |